# Albert Hartmann (Künstler)
Friedrich Ludwig Albert Hartmann (* 2. Januar 1868 in Michelstadt; † 28. Juni 1928 in Frankfurt am Main) war ein deutscher Künstler und Hochschullehrer.

## Leben
Hartmann wurde als Sohn des Bildhauers und Graveurs Friedrich Adam Hartmann (1833–1898) und dessen Ehefrau Maria Anna Minier 1868 in Michelstadt im Odenwald geboren. Die Familie Hartmann war nach dem Dreißigjährigen Krieg aus der Schweiz in den Odenwald ausgewandert. Friedrich Adam Hartmann war einer der bedeutendsten Bildschnitzer des Odenwalds im 19. Jahrhundert.
Albert Hartmann besuchte die Realschule in Michelstadt. Nach dem Schulabschluss arbeitete er zunächst einige Jahre bei seinem Vater in der Werkstatt. Von 1885 bis 1887 besuchte er als Bildhauer die Königliche Kunstgewerbeschule München. Albert Hartmann fühlte sich jedoch zunehmend der Malerei hingezogen und besuchte die Malschule von Friedrich Fehr in München. 
Während der Ableistung des einjährigen Wehrdienstes lernte er Hermann Hausmann (1865–1907) kennen, zu dem eine intensive Freundschaft entstand. Von 1890 bis 1894 war Hartmann in der Glasmalerei von Franz Xaver Zettler als Kartonzeichner tätig.
In dieser Zeit unternahm er zahlreiche Reisen an den Gardasee, nach Ravenna, Venedig und Südtirol. Er verbrachte längere Zeit auf Schloss Tachov in Böhmen bei der Fürstin Windisch-Grätz sowie eine längere Zeit in Ägypten. Nach seiner Rückkehr aus Kairo war er Zeichenlehrer an der Schnitzereischule in Erbach (Odenwald). Im Sommer 1897 lernte er Bernhard Mannfeld kennen, der seit 1895 Direktor an der Staatlichen Hochschule für Bildende Künste – Städelschule in Frankfurt am Main war. Mannfeld holte Hartmann 1897/98 als Lehrer an die Städelsche Kunstschule. Dort traf er auf Wilhelm Trübner, der seit 1895 ebenfalls am Städel arbeitete. Trübner und Hartmann beeinflussten sich wechselseitig. Bei einer gemeinsamen Studienfahrt nach Amorbach 1898 entstanden zahlreiche Werke.
Seit dem 7. September 1901 war er Lehrer für Zeichnen und Malen an der TH Darmstadt. Im April 1902 wurde er zum außerplanmäßigen Professor für Zeichnen und Malen berufen. Er trat damit die Nachfolge von August Noack an, der im Frühjahr 1901 emeritiert wurde. Die Professur wurde 1907 in eine außerordentliche Professur umgewandelt. 
Hartmann hat zahlreiche Zeichnungen, Ölbilder und Bildhauerarbeiten hinterlassen. In seinen Bildern sind insbesondere Landschaften von seinen zahlreichen Reisen und Gebäude von oberhessischen Orten abgebildet. Ebenso gibt es einige Ölgemälde, die Verwandte von ihm darstellen. Einige Werke sind im Besitz des Odenwald- und Spielzeugmuseums in Michelstadt.
Albert Hartmann war seit 1905 in erster Ehe mit Marie Eugenie Marx und seit 1916 in zweiter Ehe mit Marie Dieffenbach verheiratet. Aus den Ehen sind mehrere Kinder hervorgegangen. Albert Hartmann starb überraschend kurz nach seinem 60sten Geburtstag im Juni 1928.

## Veröffentlichungen
- Zeichnen und Malen, in: Die Großherzogliche Technische Hochschule zu Darmstadt 1896–1908, Darmstadt 1908, S. 172f.